# 1885 (numero)
Milleottocentottantacinque (1885) è il numero naturale dopo il 1884 e prima del 1886.

## Proprietà matematiche
- È un numero dispari.
- È un numero composto da 8 divisori: 1, 5, 13, 29, 65, 145, 377, 1885. Poiché la somma dei suoi divisori (escluso il numero stesso) è 635 < 1885, è un numero difettivo.
- È un numero sfenico.
- È un numero palindromo nel sistema posizionale a base 4 (131131), a base 6 (12421), a base 12 (111) e in quello a base 14 (989).
- È un numero a cifra ripetuta nel sistema posizionale a base 12.
- È un numero ondulante nel sistema posizionale a base 14.
- È esprimibile in vari modi come somma di due quadrati. Ad esempio: 1885 = 36 + 1849 = 62 + 432.
- È un numero congruente.
- È un numero nontotiente in quanto dispari e diverso da 1.
- È un numero malvagio.
- È un numero intero privo di quadrati.
- È parte delle terne pitagoriche (221, 1872, 1885), (312, 1859, 1885), (427, 1836, 1885), (464, 1827, 1885),  (516, 1813, 1885), (675, 1760, 1885), (725, 1740, 1885), (760, 1725, 1885), (924, 1643, 1885), (957, 1624, 1885), (1003, 1596, 1885), (1131, 1508, 1885), (1300, 1365, 1885), (1680, 1885, 2525), (1692, 1885, 2533), (1885, 2088, 2813), (1885, 4524, 4901), (1885, 5304, 5629), (1885, 10428, 10597), (1885, 12180, 12325), (1885, 27300, 27365), (1885, 61248, 61277), (1885, 71052, 71077), (1885, 136656, 136669), (1885, 355320, 355325), (1885, 1776612, 1776613).

## Astronomia
- 1885 Herero è un asteroide della fascia principale del sistema solare.

## Astronautica
- Cosmos 1885 è un satellite artificiale russo.